# Dario Löhrer
Dario Löhrer (* 20. Juli 1993) ist ein Schweizer Unihockeyspieler auf der Position des Centers. Löhrer stand bis Frühling 2016 beim Nationalliga A-Verein UHC Waldkirch-St. Gallen unter Vertrag.

## Karriere
Zwischen 2000 und 2014 spielte Löhrer für nahezu alle Juniorenmannschaften des UHC Waldkirch-St. Gallen, ehe er zur Saison 2014/15 zum UHC Herisau wechselte. Löhrer spielte zusammen mit den Gebrüdern Eschbach beim UHC Herisau und konnte in der 1. Liga Scorerpunkte sammeln. Nach Ablauf der Saison 2014/15 wechselte Löhrer, wie auch die Gebrüder Jeanot und Chris Eschbach, zurück zum UHC Waldkirch-St. Gallen. Nach einer von Verletzungen geplagten Saison entschied sich Löhrer den Verein zu verlassen. Seit 2016 spielte er beim UHC Herisau in der 1. Liga.